# Los Borbones en pelota

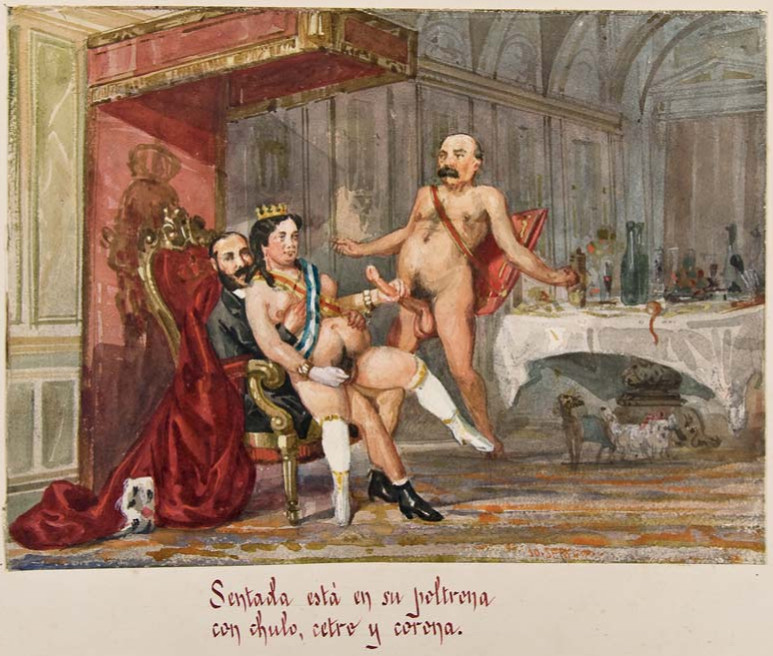
Reproducció d'un dels quadres sobre la família espanyola dels Borbons, atribuïts als germans Bécquer.

Los Borbones en pelota és el títol d'un àlbum de làmines satíriques del segle xix, amb unes 89 escenes pintades a l'aquarel·la, moltes vulgars i fins pornogràfiques, en què es caricaturitzen personatges públics de finals del regnat d'Isabel II d'Espanya, sobretot de la casa reial. Van acompanyades d'aguts textos al·lusius, de vegades poètics. No van ser publicades fins a 1991 amb estudis de Robert Pageard, Lee Fontanella i María Dolores Cabra Loredo.

## Autoria
Signades amb el pseudònim SEM, s'atribueixen als germans Bécquer com a obra conjunta: el poeta Gustavo Adolfo Bécquer i el pintor Valeriano Domínguez Bécquer. Malgrat això, els investigadors Jesús Rubio i Joan Estruch i Tobella defensen que es tracta d'una obra d'un pintor d'ideologia republicana radical anomenat Francisco Ortego.